# 九二式偵察機
九二式偵察機
- 用途：偵察機
- 設計者：ベルニス
- 製造者：三菱重工業・名古屋工廠
- 運用者：日本陸軍
- 生産数：210
- 生産開始：1931年
- 運用開始：1932年

九二式偵察機（きゅうにしきていさつき）は、太平洋戦争前に日本陸軍で採用された偵察機である。設計・製造は三菱重工業。初めて純国産のエンジンを搭載した軍用機で、日華事変の頃まで使用された。

## 概要
陸軍では地上部隊と協力して偵察や観測、地上攻撃が行える近距離偵察機を求め、1930年（昭和5年）に三菱に対して開発を指示した。三菱ではフランスから招聘したベルニス技師の指導のもとで設計を行い、1931年（昭和6年）3月に試作第1号機を完成させた。パラソル式の主翼配置の単葉機で、胴体の大部分と主翼は金属骨格に羽布張りであった。
試作機は構造を頑丈にし過ぎたため重量過多となり、また重心位置の設計がまずく運動性や操縦性が悪かった。しかし主翼や胴体の再設計、エンジンの換装等の改良を重ねた結果陸軍の要求値に到達したため、1932年（昭和7年）に九二式偵察機として制式採用された。なお、試作4号機からは三菱九二式エンジンを搭載したが、これは初めて軍用機に搭載された純国産エンジンとなった。主に華北地方や満州方面において地上部隊との協同作戦で使用されたが、より優れた九四式偵察機が配備されると本機は急速に前線から引き上げられた。生産は三菱と名古屋工廠で行われ、約210機生産された。

## スペック
- 全長： 8.52m
- 全幅： 12.75 m
- 全高： 3.48 m
- 主翼面積： 26.0m2
- 自重： 1,060 kg
- 全備重量： 1,770 kg
- エンジン： 三菱九二式 空冷星型9気筒エンジン 420 hp×1
- 最大速度： 220 km/h
- 航続時間： 5時間（最大）
- 武装： 7.7mm機関銃×3 　爆弾　120kg
- 乗員： 2 名